# Brugelette
Brugelette (pcd. Brujlete) – miejscowość i gmina w Belgii, w Regionie Walońskim, w prowincji Hainaut, w okręgu Ath. Według Dyrekcji Generalnej Instytucji i Ludności, 1 stycznia 2024 roku gmina liczyła 3853 mieszkańców.

## Podział administracyjny
W skład gminy wchodzą cztery dzielnice (section):
- Attre
- Cambron-Casteau
- Gages
- Mévergnies